# Diocèse d'Arecibo
Le diocèse d'Arecibo (en latin : Dioecesis Arecibensis ; en espagnol : Diócesis de Arecibo) est un diocèse de l'Église catholique de Porto Rico, suffragant de l'archidiocèse de San Juan de Puerto Rico.

## Territoire
Le diocèse s'étend au centre nord de l'île de Porto Rico avec un territoire de 2 157 km2 divisé en 58 paroisses. Il comprend les communes d'Arecibo, Barceloneta, Camuy, Ciales, Corozal, Florida, Hatillo, Isabela, Lares, Manatí, Morovis, Orocovis, Quebradillas, Utuado, Vega Alta et Vega Baja. Le siège épiscopal est à Arecibo où se trouve la cathédrale Saint Philippe Apôtre (en).

## Histoire
Le diocèse est érigé le 30 avril 1960 avec la bulle Cum apostolicus du pape Jean XXIII en prenant une partie du territoire du diocèse de Ponce ainsi que de San Juan de Puerto Rico ; ce dernier est dans le même temps élevé au rang d'archidiocèse métropolitain avec Arecibo, Ponce et la prélature territoriale des îles Vierges (aujourd'hui diocèse de Saint-Thomas) comme suffragants,.
Le 21 octobre 1968, en vertu du décret Maiori Christifidelium de la congrégation pour les évêques, il donne la municipalité de Toa Baja à l'archidiocèse de San Juan. Le 1er mars 1976, il cède une partie de son territoire au profit de l'établissement du diocèse de Mayagüez.

## Évêques
- Alfredo Méndez-Gonzalez, C.S.C (1960-1974)[6]
- Miguel Rodríguez Rodríguez, C.Ss.R (1974-1990)
- Iñaki Mallona Txertudi, C.P (1991-2010)
- Daniel Fernández Torres (2010-2022)
- Alberto Arturo Figueroa Morales (2022- )